# Гарм
Гарм (на старонорвежки: Garmr или Garm „парцал, дрипа“) в германо-скандинавската митология е чудовищно куче, което пази входа на Хелхайм, подземното царство на мъртвите, които не са загинали с геройска смърт, управлявано от Хел. То е пазител на мъртвите души.
Воят на Гарм ще провъзгласи началото на Рагнарьок. Когато настъпи този ден, Гарм ще призове на бой чудовищата от подземния свят срещу асите. Ще се бие до смърт с Тир, ще успее да го ухапе, но след това ще бъде убит от него. Тир също ще умре от раните си. Гарм живее в пещера, наречена Гнипахелир, където се храни с месата на мъртъвците. Счита се, че цялата пещера е покрита с кръв.
В античната древногръцка митология негов аналог е кучето-пазач на подземното царство Цербер.